# Возвращённые земли

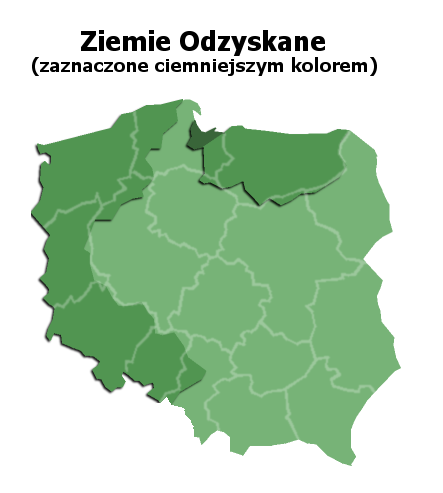
Возвращённые территории на карте современной Польши (ранее ПНР)

Возвращённые земли (также Возвращённые территории; в просторечии Немецкая Польша; пол. Ziemie Odzyskane, Ziemie Zachodnie) — принятое в Польше название для бывших восточных территорий Германии, большая часть которых была передана Польше по условиям международных Ялтинской и Потсдамской конференций в 1945 году, а также в результате двусторонних договоров с СССР в 1945—1956 годах.
Факт переноса границы и «взыскания» земель в качестве послевоенной репарации имел очень важные социально-экономические последствия для Польши и польского народа. Их влияние на польско-германские отношения было и остаётся неоднозначным, так как передача земель сопровождалась массовым бегством и/или депортацией этническиx немцев в Германию.

## Терминология
Термин «Возвращённые земли», по замыслу его авторов, должен был отражать славянское и, в частности, польское историческое прошлое этих регионов, подвергшихся долгой, в том числе насильственной, германизации в Средние века и Новое время. Польша фактически смогла вернуться в свои границы X — начала XI веков, времён Пястовской династии.
Несмотря на то, что полабы, мазуры и сорбы заселяли данные земли ещё в VII—IX веках, они не смогли противостоять на западных рубежах военной и политико-экономической экспансии крепнущих немецких государств. Независимая Польша в ранний период своей истории пыталась влиять на периферийные группы балтийских славян из глубин континента, достигнув наивысшего контроля в конце X века, однако в 1018 году польский контроль над Померанией и бассейном Одера был окончательно утрачен. Правящая в Померании славянская династия Грифичей приобрела подданство в Священной римской империи на правах имперских князей и глубоко интегрировалась в политику германских государств (см. Эрик Померанский), города приобретали самоуправление (Любекское, Магдебургское право) и становились членами Ганзы. В ходе Реформации жители Померании стали в основном лютеранами, что ещё больше отдалило их от ревностно католической Польши. В XVII веке династия Грифичей пресеклась, и их владения были разделены Вестфальским мирным договором между Бранденбургом и Швецией.
Соседняя Силезия по каналам династического наследования перешла в XV веке от королей Чехии к австрийским Габсбургам.
Все эти процессы сопровождались притоком поселенцев из старых германских земель и смешением населения. Поморские диалекты уступали место более престижному ганзейскому немецкому языку — основному языку торговцев и ремесленников на побережье Балтийского моря на тот момент.
Прусское государство в ходе разделов Польши с Австрией и Россией добавило к своим давним владениям в Силезии и Померании ряд сопредельных территорий (Познань). В конце XIX века индустриально развитые державы стали проводить политику культурной и языковой унификации населения: в Российской империи делались попытки перевести на кириллицу письменность своих западных губерний, во Франции развернулась образовательная политика вытеснения региональных диалектов (Бретань). Пруссия также пыталась запретить образование на польском языке. Великое княжество Познанское постепенно утратило свою автономию, доля поляков в нём неуклонно сокращалась.
Параллельно в процессе роста промышленных центров в старые германизированные земли (Западная Силезия, Померания) усиливался приток сельского населения из глубин Польши.
Независимая Польша, созданная после 1917 года, не могла собственными силами вернуть западные польские земли, несмотря на поражение Германии в Первой мировой (исключение составили Западная Пруссия, включая стратегически важный Польский коридор, и Познань). Граница была проведена державами Антанты приблизительно по линии, где преобладание польского населения сменяется преобладанием немецкого. Попытки ополчения поляков сдвинуть границу западнее, известные как Силезские восстания, натолкнулись на противодействие ополчения немцев и были безуспешны. Усилия польского государства в этот период были направлены на военные конфликты с Украинской народной республикой (Галиция, Львов), молодым Литовским государством (Виленский край) и ещё неокрепшим СССР за так называемые Восточные кресы. Но раздел Польши 1939 года между СССР и Германией положил конец этим планам.
Передачу Польше заодерских земель поддержал в первую очередь сам Советский Союз, чьи войска заняли эти территории в ходе Великой Отечественной войны. К советским войскам вскоре присоединились и польские. Лидеры стран-союзников, Франклин Рузвельт со стороны США, Уинстон Черчилль со стороны Великобритании и Иосиф Сталин от СССР, выразили согласие относительно того, что граница территории Польши должна сместиться на Запад (не определив, впрочем, насколько далеко), с изгнанием немецкого населения этих территорий, уведомив о своём соглашении правительства Польши и Чехословакии, соответственно. Советские власти воспринимали передачу немецких земель Польше как равноценную компенсацию за территории, отторгнутые от Польши в 1939 году, хотя и на востоке к 1947 году СССР вернул Польше Подляшье с Белостоком и Надсанье. Общая площадь Польши к 1947 году была всё равно меньше, чем в 1939 году, на 77 000 км² (Бельгия и Нидерланды вместе взятые), что отчасти компенсировалось увеличением доступа страны к Балтийскому морю, а также более высоким уровнем развития логистической инфраструктуры бывших немецких земель, хотя большая часть важных административных и производственных зданий была разрушена в годы войны.
В целом, согласно решениям Потсдамской конференции (июль-август 1945), за которой последовал Советско-польский договор (1945) (16 августа), к независимой Польше были присоединены восточные области Германии, расположенные восточнее линии Одер/Нейсе: Западная Пруссия (часть), Силезия (часть), Восточная Померания и Восточный Бранденбург, бывший Вольный город Данциг, а также округ Щецина к западу от реки.

## Померания
Померанские (западнопоморские) части возвращённых земель несколько раз попадали под польское правление с конца X века, когда Мешко I приобрел значительную их часть. Сын Мешко, Болеслав I, основал епископство в Колобжегском районе в 1000—1005/07 годах, прежде чем этот район снова был потерян. Несмотря на дальнейшие попытки польских князей вновь контролировать поморские племена, Болеслав III достиг этого лишь частично в результате нескольких кампаний, продолжавшихся с 1116 по 1121 год. Успешные христианские миссии последовали в 1124 и 1128 годах; однако ко времени смерти Болеслава в 1138 году большая часть Западной Померании (районы, где правили Гриффины) больше не контролировалась Польшей. Самая восточная часть поздней Западной Померании (включая город Слупск) в XIII веке была частью Восточной Померании, которая была вновь интегрирована с Польшей, а затем, в XIV и XV веках, образовала герцогство, правители которого были вассалами Ягеллонской Польши. В течение следующих столетий Западная Померания была в значительной степени германизирована, хотя небольшое славянское или польское меньшинство оставалось. Коренные славяне и поляки столкнулись с дискриминацией со стороны прибывающих немцев, которые на местном уровне с XVI века вводили дискриминационные правила, такие как запреты на покупку товаров у славян/поляков или запрещение им становиться членами ремесленных гильдий. Герцогство Померании при местной династии Гриффинов существовало более 500 лет, прежде чем оно было разделено между Швецией и Бранденбург-Пруссией в XVII веке. На рубеже XX века в провинции Померании (на востоке Дальней Померании, недалеко от границы с провинцией Западная Пруссия) проживало около 14 200 человек польскоговорящих, и 300 человек, говорящих на кашубском языке (у оз. Леба и у оз. Гардно) общая численность населения провинции составляет почти 1,7 млн жителей. Польские общины во многих городах региона, такие как Щецин и Колобжег, столкнулись с усиленными репрессиями после того, как нацисты пришли к власти в Германии в 1933 году.

## Щецин

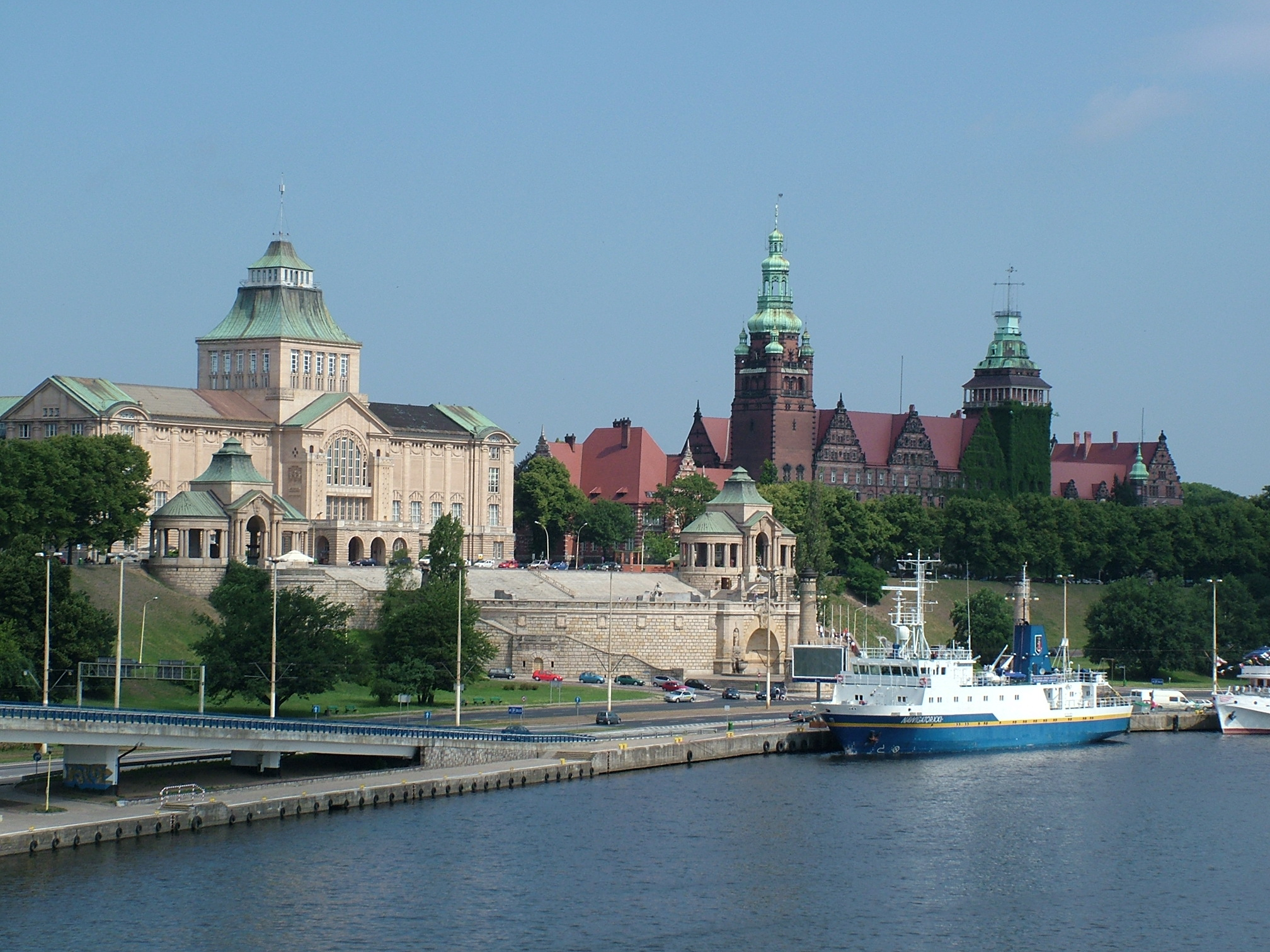
Одра в Щецине

Особенно напряжённая ситуация сложилась в районе Щецина (Штеттина), передача которого была крайне болезненна для немцев, поскольку город располагался к западу от устья важной пограничной реки и его отторжение было осуществлено только через советское посредство к 1956 году.

## Последствия
Польские и советские власти вскоре приступили к депортации немецкого населения, которое, несмотря на массовую эмиграцию и потери в годы войны, по переписи 1946 года насчитывало 2,3 млн человек или 41 % населения переданных областей. Лишь небольшая часть немцев осталась в Польше, в основном это были члены смешанных семей. Началась полонизация оставшихся немцев. На место выселенных немцев прибывали поляки, покинувшие СССР или выселенные из переданных ему «кресовских» территорий. Особое место в заселении Западной Польши принадлежало полякам из городов Львов и Тернополь, свыше 100 тыс. которых были перемещены на Запад, и украинцам из Восточной Польши (Забужье, Подляшье), 150 тысяч которых были перемещены на новые земли в ходе операции «Висла».

## Политика
Передача земель имела важные политические последствия для Польши как во внешней, так и во внутренней политике страны. Новые власти Польши после войны в целом активно поддерживали просоветскую ориентацию, так как именно сотрудничество с СССР принесло стране новые территории. Польская интеллигенция недолюбливала СССР, однако считала, что именно он территориально «продвинул» страну в Западную Европу, особенно после включения Щецина. По мере полонизации «Возвращённых территорий» просоветская ориентация страны начала терять свою актуальность, так как доля немцев в стране упала до менее чем 1 %. Однако включение страны в ЕС привело к неожиданным проблемам. Так, поляки внезапно столкнулись с потенциальной возможностью скупки земель, а также реституции (по прибалтийскому сценарию) конфискованного имущества гражданами Германии, многие из которых являются уроженцами или же потомками уроженцев «возвращённых территорий».

## Экономика
Разница в уровне развития бывших немецких и собственно польских земель остаётся существенной и осознаётся самими поляками, хотя различия стирались на протяжении послевоенного периода. Экономические различия между возвращёнными и исконными территориями находят своё отражение и в политических предпочтениях поляков, их населяющих. Ими, в частности, объясняется существенная разница в политических предпочтениях поляков северо-запада страны с одной стороны и юго-востока, а также центра, с другой во время очередных парламентских выборов.